# Metabolos decipiens
Metabolos decipiens là một loài thực vật có hoa trong họ Thiến thảo. Loài này được (Thwaites) Ridsdale mô tả khoa học đầu tiên năm 1996.